# Макадам

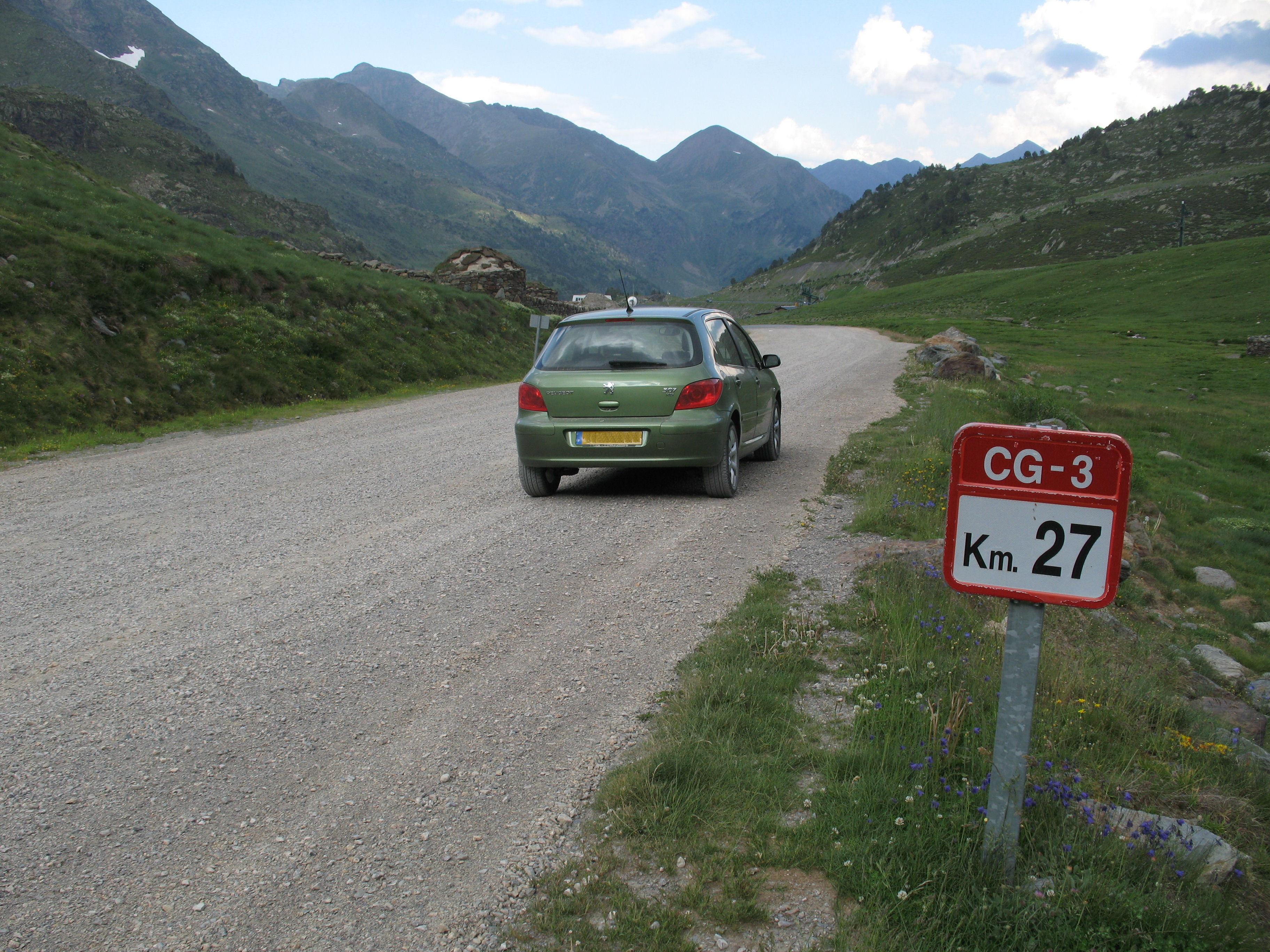
Дорога з покриттям типу макадам. Кінець шосе CG-3 (Андорра).

Макада́м — тип дорожнього покриття, в якому одномірний щебінь дрібних фракцій вкладають пошарово і старанно ущільнюють. Зазвичай для верхніх шарів береться щебінь дрібніших фракцій, ніж для нижніх. Пилуваті частинки, утворені під час подрібнення та ущільнення щебеню, слугують мінеральними в'яжучі речовини. Щебеневі шари вкладають з невеликим підвищенням над земляною поверхнею, а поверхні дороги надають поперечного похилу для відведення дощових вод. Опісля таке покриття для збільшення міцності, водонепроникності, усунення пилоутворення може бути оброблене іншим в'яжучим матеріалом (наприклад, дьогтем, бітумом, цементом, вапном).
Назва дорожнього покриття пішла від імені шотландського інженера Джона Макадама, який перший системно впровадив таку технологію в 20-х роках XIX століття. На той час це був найпрогресивніший і найтехнологічніший метод будівництва дороги. Основа сучасного дорожнього одягу влаштовується саме за цим методом.

## Історичні передумови
Розквіт дорожнього будівництва в період Стародавнього Риму змінився занепадом побудованої мережі доріг і застоєм у технології будівництва в епоху феодалізму. Натуральне господарство епохи феодалізму не потребувало далеких перевезень і не мало матеріальної бази для побудови доріг.
Промисловий бум, що настав насамперед в Англії, значно підвищив вимоги до перевезення сировини, палива та готової продукції. Збільшилася також рухомість та міграція населення. Водночас «засоби транспорту й комунікації, що перейшли від мануфактурного періоду, перетворились незабаром у нестерпні пута для великої промисловості».
Стан доріг у Європі на початку XIX століття був дуже поганим. В Англії цю тему часто обговорювали на засіданнях парламентської комісії представників поштового відомства і власників компаній диліжансів:
|  | Поперечний профіль дороги часто увігнутий досередини. По краях накопичились великі вали болота, інколи висотою до шести, семи й восьми футів. (Tomas Telford). Дороги розміщені нижче рівня полів. На них стікає вода, яку неможливо відвести. (William Horne). Коні витримують на пасажирських і поштових перевезеннях в середньому не більше трьох років. (John Eames). |

Трохи кращими були справи у Франції, де в період абсолютизму та наполеонівських війн будували нові дороги та доглядали за вже наявними.
Вимоги до транспорту істотно підвищилися і для поліпшення умов перевезень у всіх країнах Європи розпочали будівництво доріг із твердим покриттям. Аж до XVI—XVII століть римські дороги все ще вважалися неперевершеними взірцями техніки дорожнього будівництва. Проте методи будівництва доріг рабовласницького суспільства виявилися непридатними для нових історичних умов. Стало вже неможливим витрачати значну кількість ручної праці та матеріалів на вкладання дороги. Виникла нагальна потреба у зменшенні обсягів робіт і зниженні вартості будівництва, у раціональнішому використанні кам'яних матеріалів.

## Попередники

### П'єр-Марі-Жером Трезаге

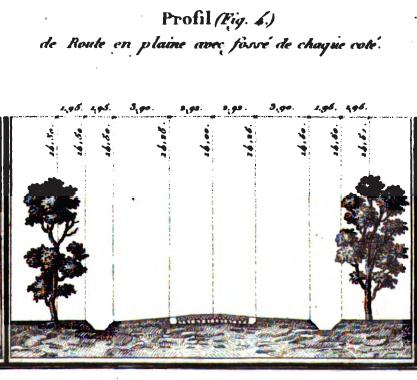
Поперечник дороги за методом Трезаге

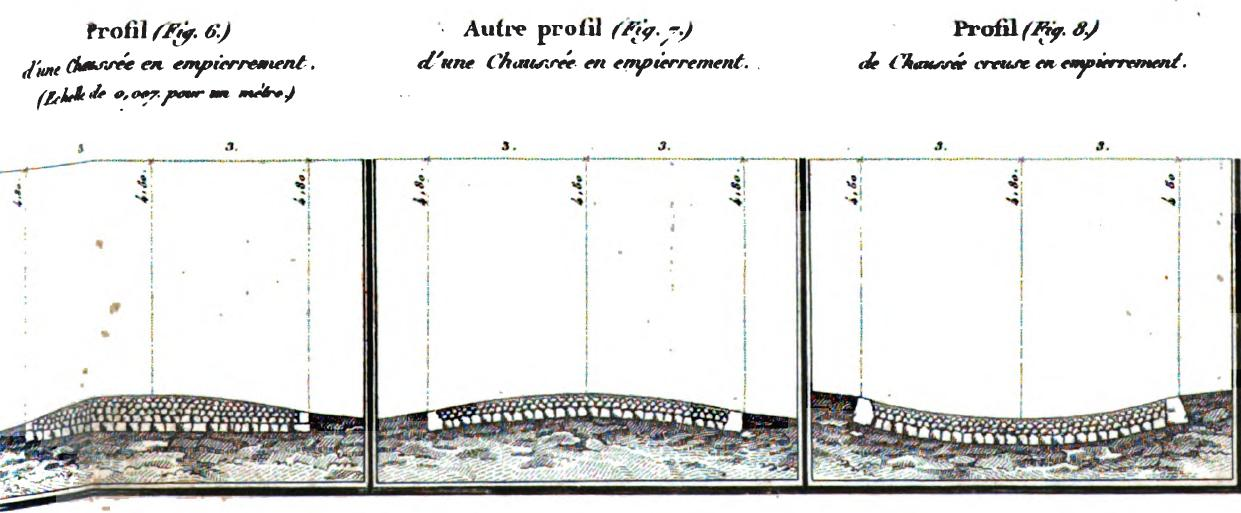
Види поперечників дороги за методом Трезаге

Француз П'єр-Марі-Жером Трезаге (Pierre-Marie-Jérôme Trésaguet) вважається першим, хто почав вдосконалювати методи будівництва доріг за стандартами Стародавнього Риму. Виходець із сім'ї інженерів, він на початку своєї кар'єри працював молодшим інспектором мостів та доріг у Парижі (1757—1764). Обійнявши посаду головного інженера дорожніх конструкцій у Ліможі, Трезаге мав можливість розробити і перевірити на практиці кращі й дешевші способи будівництва дорожніх покриттів. Успішність його методів була визнана призначенням Трезаге головним інспектором (фр. Inspecteur général) доріг Франції. На цій посаді він зробив нову технологію стандартом для країни.
Трезаге пропонував конструкцію дорожнього одягу з трьох шарів щебеню (каменю), які вкладали на ґрунтову основу. Відпрофільована основа мала поперечні похили і бокові канави для відведення води. Перший, нижній, шар викладали з великого каменю розміром до 20 см, наступний — з дробленого вручну каменю з найбільшим розміром 3 французькі дюйми (8,1 см), товщиною шару приблизно 8 дюймів (21,7 см). Третій шар, завтовшки 2 дюйми (5,4 см), був із зерен розміром 1 дюйм (2,7 см). Він створював рівнішу поверхню і захищав нижні шари з більшого щебеню від руйнування колесами возів і кінськими підковами.
Дорожнє покриття пропонувалося вкладати в рівень з поверхнею місцевості, тому для щебеневих шарів спочатку викопували траншею. Це створювало проблеми з водовідведенням на стадії будівництва. Для відведення води з поверхні готового покриття його робили щільним і з поперечним похилом. Обабіч дороги прокладали бокові канави.
Проте окремі рішення щодо профілю дороги були очевидно невдалими. Наприклад, на крутих спусках вода швидко розмивала неукріплені кювети та руйнувала дорогу. Трезаге пропонував робити увігнутий поперечник дороги, в якому вода збиралася б на дорозі і періодично перехоплювалася б поперечними канавами. Від такої геометрії поперечника невдовзі відмовилися.

### Томас Телфорд
Шотландець Томас Телфорд (Thomas Telford), за фахом геодезист та інженер, впроваджував метод Трезаге в Англії. Обіймаючи посаду директора Дорожньої комісії у Голігеді, протягом 1815—1830 років він розвинув теорії Трезаге, приділяючи більше уваги використанню високоякісного кам'яного матеріалу. Він вважав, що деяких проблем, з якими стикалися дорожники у Франції, можна уникнути, якщо для нижнього шару дорожнього покриття брати каміння кубічної форми.
Телфорд використовував грубо обламані кам'яні брили, розміром 12×10×6 англійських дюймів (30 см×25 см×15 см), в яких нижній бік мав більш-менш рівну поверхню. Брили викладали на ґрунтову основу довшою стороною поперек дороги, з дотриманням перев'язки, як при цегляному муруванні.
Простір між каменями заповнювали дрібним щебенем, наверх вкладали шар каменю, завтовшки до 15 см (розмір зерен — до 6 см), і вирівнювали поверхню шаром дрібного гравію та каменю. Така конструкція отримала назву «Кладка Телфорда», або «Бруківка Телфорда». Український технічний термін такої кладки — «пакеляж». Всюди, де було можливо, дорогу підіймали над рівнем місцевості. Там, де це було складно зробити, Телфорд влаштовував дренаж. Попередники Телфорда в Англії ігнорували проблеми водовідведення, тому це нововведення було основним внеском Телфорда в дорожнє будівництво в Англії. Інженер-будівельник Джон Меткалф (англ. John Metcalf), сучасник Телфорда, теж стверджував, що дренаж є важливим елементом і здивував тодішніх будівельників, побудувавши дорогу через болото. Для нижніх шарів він використав кущі чагарників, які слугували як дренувальний шар та геосітка.
Конструкція Телфорда загалом була дорога́, оскільки потребувала значних затрат праці кваліфікованих каменярів.

## Впровадження макадаму

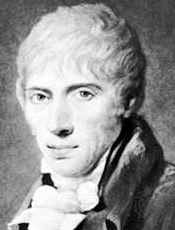
Джон Лоудон Макадам (1756—1836)

### Джон Макадам
Джон Лаудон Макадам (John Loudon McAdam) народився 1756 року в Ер (Шотландія). Пропрацювавши сім років на посаді управляючого платної дороги в Лоулендсі, він згодом перебрався до Бристоля й обійняв посаду уповноваженого із замощування доріг (1806 р.). Ще через кілька років був обраний Генеральним наглядачем у тресті платних доріг (англ. Turnpike trusts). На цій посаді Джон Макадам почав втілювати в практику свої ідеї щодо конструкцій дорожнього покриття. Невдовзі була побудована перша ділянка такої дороги в районі Аштон-Гейт поблизу Бристоля.
Свої ідеї Макадам виклав у двох брошурах: «Огляд сучасної системи спорудження доріг» (англ. Remarks (or Observations) on the Present System of Roadmaking), яка витримала вісім перевидань між 1816 та 1827 роками, і «Практичний досвід наукового ремонту та збереження громадських доріг».

### Метод макадам

Поперечники доріг з покриттями за методом Трезаге, Телфорда та Макадама.

Метод Макадама був простим і водночас ефективним для дорожніх потреб. Джон виявив, що можна обійтися без масивного фундаменту для дороги (що було успадковане ще з римських часів). Натомість природний ґрунт може витримати будь-яке навантаження, якщо він захищений від зволоження. На відміну від Телфорда та інших дорожників того часу, Макадам вкладав покриття якомога рівніше. Дорога, завширшки 9 м, мала лише 7,5 см підйому в центрі. Випуклість дороги та її перевищення над рівнем води дозволяли дощовій воді стікати до бічних канав.
Розмір каміння був основним критерієм. Нижній шар (8 дюймів, або 20 см) вкладали з каменю, розміром не більше 3 дюймів (7,5 см). Верхній шар (2 дюйми, або 5 см) був з каменю, розміром до 3/4 дюйма (20 мм). Вкладання матеріалу контролював інспектор, який вибірково зважував каміння кожного шару. Для приблизного оцінювання розміру каміння робітникам давали пораду, що камінь повинен поміститися в роті. Важливість розміру каміння верхнього шару покриття в тому, що він повинен бути меншим за ширину колеса транспортного воза (4 дюйми, або 10 см).
Макадам вірив, що «правильний метод» дроблення каменю, який поєднує акуратність та швидкість, повинен виконуватися вручну. Каменярі, сидячи обабіч дороги з невеликими молотками, мають розбивати каміння так, щоб жоден шматок не був важчим за 6 унцій (180 г). Він також писав, що якість дороги залежить від того, наскільки старанно кам'яний матеріал розподілений по поверхні дороги.
Описуючи технологію дорожніх робіт, Макадам вказував, що каміння, видалене з дороги або привезене з іншого місця, має бути складене вздовж дороги «маленькими купками, і жінки, хлопчики чи старі люди, які колись займалися важкою працею, повинні дробити його маленькими молоточками, щоб воно (каміння) важило не більше шести унцій». Молотки повинні бути загартовані, на короткій ручці, вагою близько одного фунта (0,45 кг), з головкою перерізом як «новий шилінг» (приблизно 22 мм). Макадам допускав можливість використання мірних кілець для контролю за розміром каміння. Шестиунцевий камінь мав бути розміром 4-4,5 см. Але все ж вимагав, щоб усі керівники будов завжди «носили в кишені ваги і шестиунцеву гирю і, підходячи до купи каміння, зважували одну або дві невеликі щебінки». Цим якоюсь мірою контролювався і мінералогічний склад щебеню, оскільки за візуально рівного об'єму міцніший щебінь повинен мати більшу вагу.
Технологія будівництва, запропонована Макадамом, найкраще відповідала умовам Англії тих часів. Дроблення каменю і вкладання щебеневої основи не потребувало кваліфікованих робітників. Робоча сила була дуже дешевою і, хоча у США вже були винайдені каменедробарки, «Англійці їх не вживають, бо „нещасний“ (wretch — нещасний — технічний вислів в англійській політичній економії для означення рільничих робітників), що виконує цю працю, дістає оплату такої незначної частини своєї праці, що машини здорожчили б цю продукцію для капіталіста». Киркування покрить за ремонтів і перебудов вважалося роботою для чоловіків, прибирання матеріалу і дроблення каміння — «роботою жінок і дітей».
Макадам вказував, що не слід використовувати матеріали, які вбирають воду і руйнуються від замерзання. Також ніщо не повинно вкладатися на чистий камінь, щоб зцементувати його. Транспорт, проїжджаючи такою кам'яною поверхнею, буде кришити каміння і утворювати щільну водонепроникну поверхню.
Хоча і Телфорд, і Макадам визнавали важливість ущільнення котками для утворення рівної поверхні дороги, все ж вони вважали, що буденного (експлуатаційного) навантаження від коліс цілком достатньо для покриття дороги. На їхню думку, ущільнення котками може кришити каміння, руйнувати його механічні зв'язки і скорочувати термін експлуатації дороги. На початку 1830-х французи намагалися впровадити ущільнення щебеню кінними котками як стандартну технологію для макадаму, але коні не могли тягнути достатньо важкий коток. Ця проблема була вирішена лише наприкінці 1850-х років, коли у Бордо вперше застосували паровий самохідний коток.
На своєму досвіді Макадам переконався, що шари дробленого з кутуватою поверхнею каменю будуть працювати як щільне тіло і не потребуватимуть великих каменів для основи, як це практикувалося його попередниками. Дрібне каміння верхнього шару створює добру і рівну поверхню дороги для руху коліс, настільки довго, поки вдається відводити з неї воду.

#### Основні положення
Макадам не виклав свої ідеї у скороченому переліку чи описі, а подавав їх у різних місцях своєї книги в ході накопичення свого практичного досвіду. Суть їх зводиться до такого:
- Міцність дороги забезпечується ґрунтовою основою [29]:

|  | ... власне, сам природний ґрунт сприймає навантаження від руху; він може витримати будь-яке навантаження без просідання, поки він утримується в сухому стані. |

- Роль дорожнього одягу зводиться переважно до захисту природної основи від розмокання[30]:

|  | ... якщо вода проникає крізь дорогу і насичує природний ґрунт, то дорожнє покриття, незалежно від його товщини, втрачає підтримку і розпадається на шматки. |

- Дорожнє покриття не повинно бути у кориті, а має підвищуватися над поверхнею землі[31]:

|  | ... (вода) завжди має бути на кілька дюймів нижче від рівня основи, на якій вкладена дорога; це може бути здійснено влаштуванням дренажу, або, якщо це неможливо ..., рівень ґрунту має бути підсипаний, щоб він був на кілька дюймів вище від рівня води. |

- Дорожнє покриття повинно бути рівним, зв'язаним і водонепроникним[32]:

|  | ... важливий факт, що дроблені шматки твердої породи ... зв'яжуться без додавання іншого матеріалу в щільну кам'яну масу, майже водонепроникну, яка, будучи вкладена майже рівно, щоб карети могли вільно проїжджати всією частиною дороги, буде зношуватися рівномірно... |

- Для дорожнього одягу слід використовувати одномірний чистий щебінь або гравій[33]:

|  | Розмір каменю для дороги повинен бути пропорційний місцю, яке займає звичайне колесо на гладкій поверхні, ця точка контакту може бути визначена приблизно як дюйм, і кожен шматок каменю на дорозі, який перевищує цей розмір, є шкідливим. |

- Міцність щебеневої поверхні забезпечується взаємним розклинюванням кам'яних зерен, тому дорожні покриття повинно влаштовуватися з чистого кам'яного матеріалу[25]:

|  | Кожна дорога повинна бути зроблена з дробленого каменю без домішок землі, глини, крейди або іншого матеріалу, який втягує воду і пошкоджується морозом; ніщо не повинно вкладатися на чистий камінь з метою його зв'язування, дроблений камінь буде зв'язуватися сам завдяки своїм кутовим формам... |

- У період ущільнення кам'яного матеріалу за дорогою має здійснюватися посилений нагляд[20]:

|  | Карети, які б вони не мали колеса, будуть утворювати колії на ще неущільненому покритті..., тому старанна особа повинна час від часу навідувати дорогу після її відкриття, щоб загортати граблями колії від коліс. |

### Перший макадам у Північній Америці

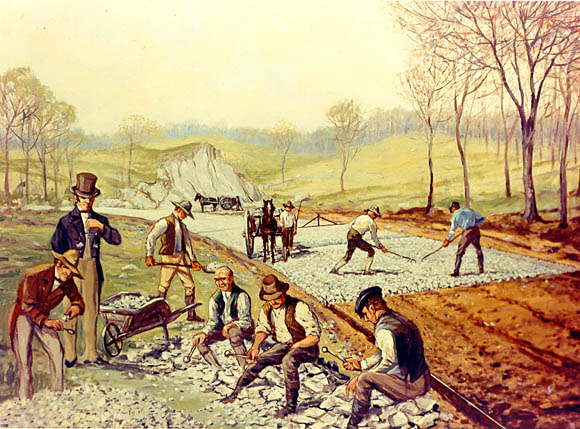
Будівництво першого макадаму в США. (1823). На передньому плані робітники дроблять каміння. Інспектор (ліворуч) перевіряє зерна щебеню, "які не повинні перевищувати у вазі 6 унцій (170 г) або проходити крізь кільце діаметром 2 дюйми (5,4 см). На середньому плані робітники розрівнюють щебінь по дорозі. Трохи далі видно рамку, якою контролювали поперечний похил дороги. На задньому плані — кінний коток, яким утрамбовували дорогу.

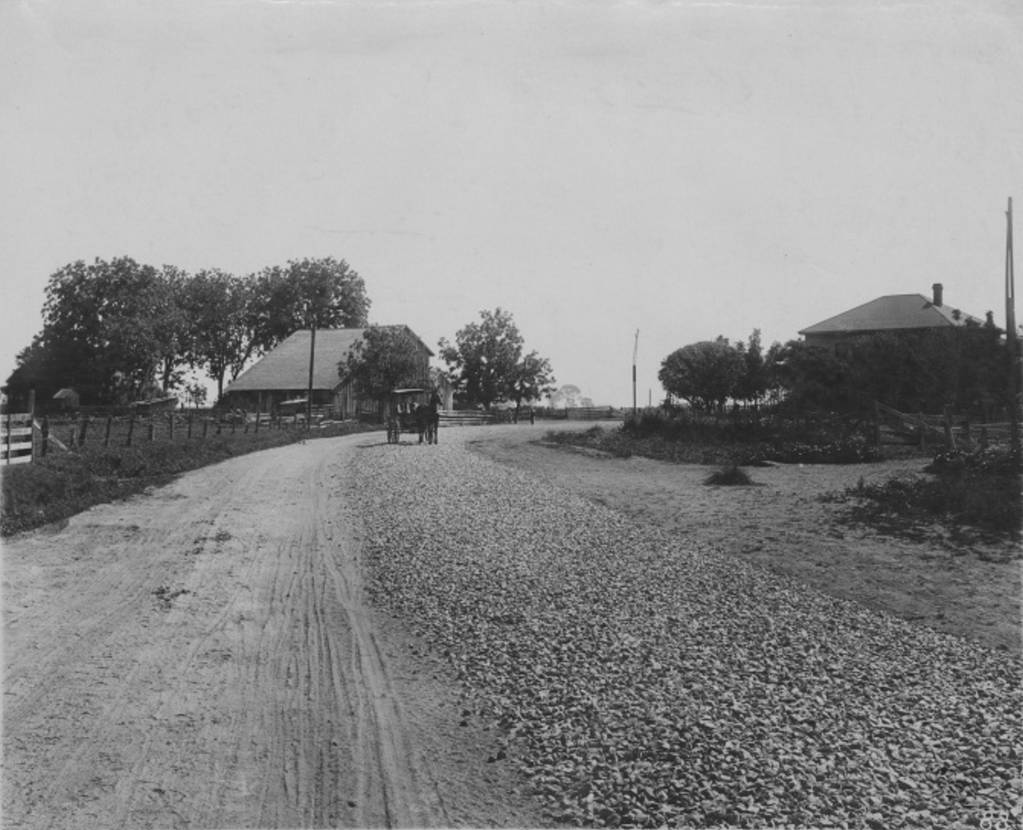
Дорога з покриттям типу макадам. (1850-ті роки, Каліфорнія)

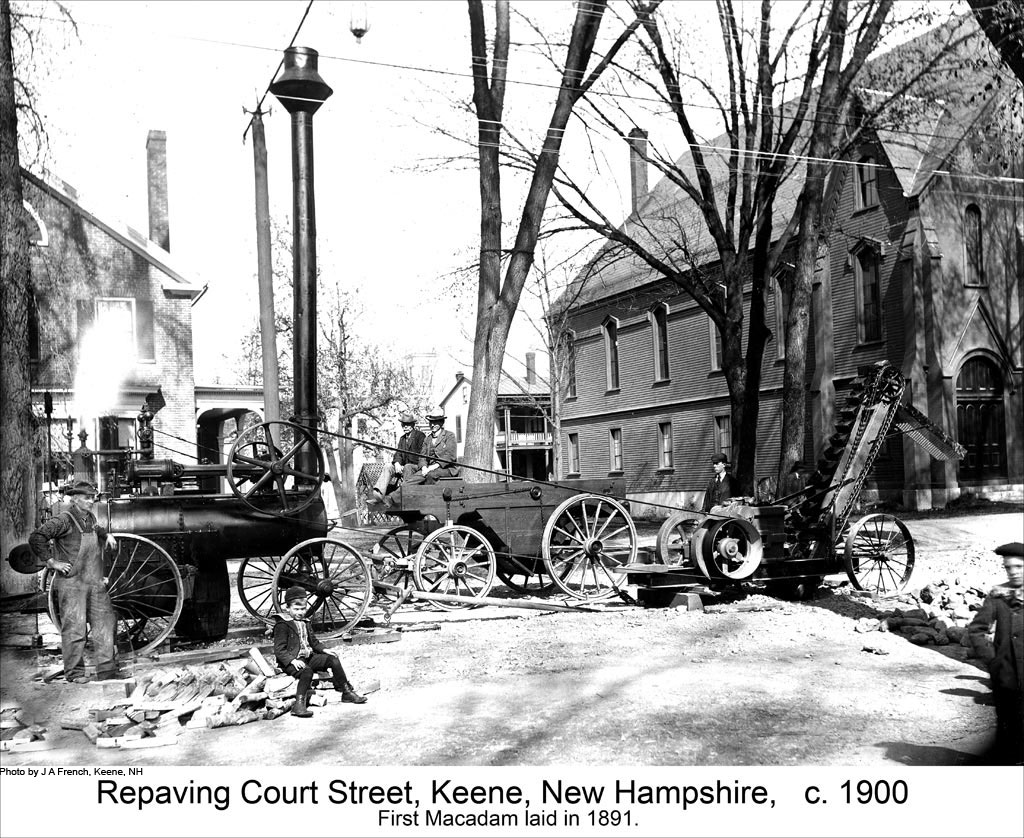
Дробарка з приводом від парового двигуна перемелює щебінь для макадаму. (1900, Кін, Нью-Гемпшир).

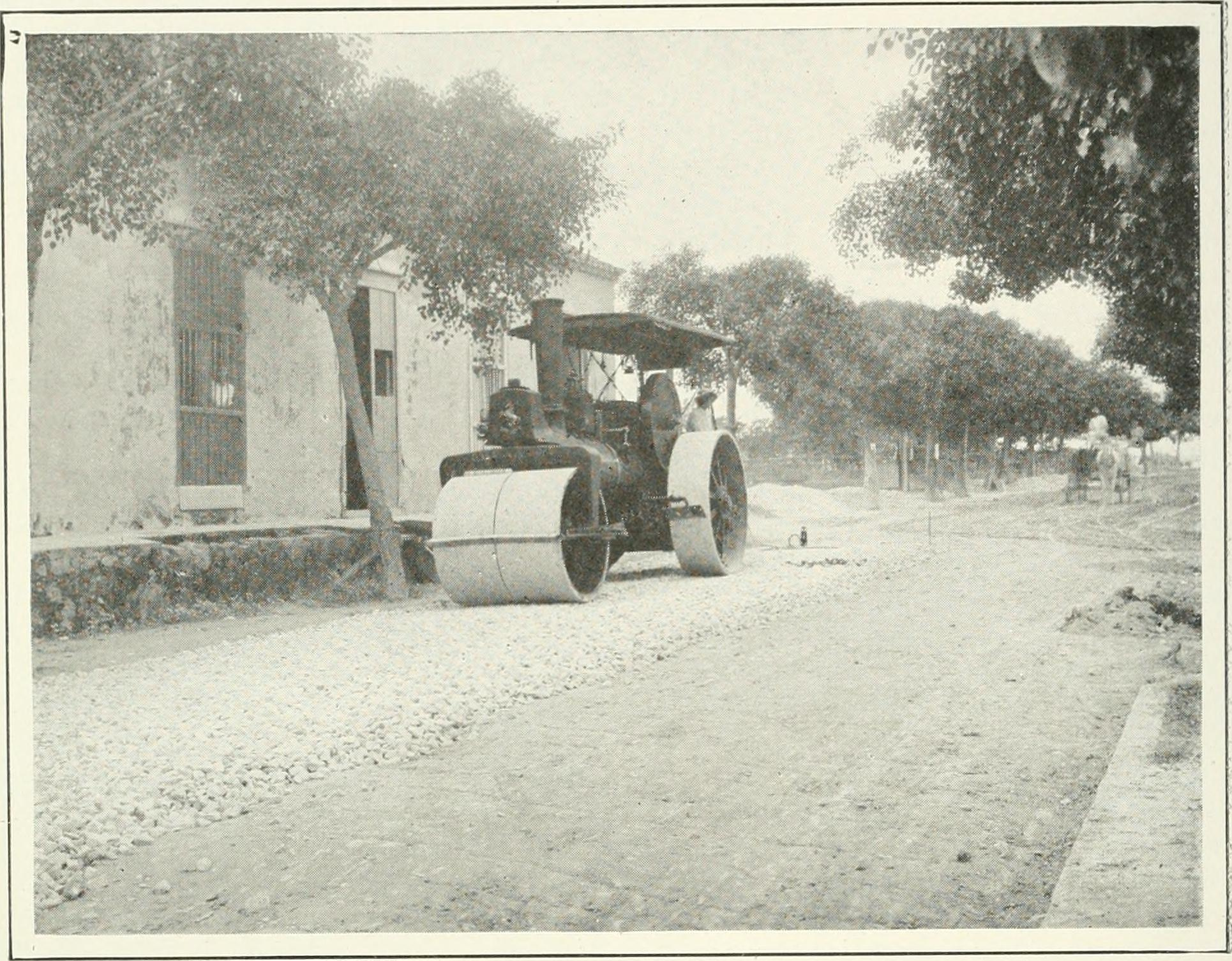
Макадам поблизу Гавани (Куба, 1917)

У Сполучених Штатах Америки перший макадам був прокладений 1823 року між Гейґерстауном і Бунсборо у Меріленді. На той час це була остання ґрунтова ділянка дороги, що з'єднувала Балтимор з Вілінгом. Її якість була настільки погана, що карети витрачали від 5 до 7 годин, щоб подолати 10 миль (16 км). Після завершення будівництва ця дорога стала платною. Важливою відмінністю в американській технології було те, що американці не покладалися на ущільнення покриття від проїзду транспорту, а використовували кінний чавунний коток.
Наступним макадамом (1830) стала «дорога Камберленд», завдовжки 73 милі (117 км). Її будівництво тривало п'ять років.

### Російський варіант макадаму
У Росії дорожні одяги з кам'яних матеріалів за методом Трезаге будували лише в обмеженій кількості. 1835 року Комісія проєктів та кошторисів Міністерства шляхів сполучень повідомила, що «… система шосе, яка полягає у використанні різних шарів різної величини каміння та щебеню, в Росії вже складена. Всі вживані способи влаштування шосе в освічених державах Європи Головним управлінням шляхів сполучень і публічних споруд досліджені». З цього часу в Росії перестали будувати пакеляжне дорожнє покриття, натомість почали впроваджувати метод Макадама.
Проте в Росії він мав свої особливості. Основною відмінністю конструкцій дорожнього покриття у Росії була відмова від обов'язкової вимоги Макадама щодо однорідності за складом, міцністю та розміром щебеню.
Середня смуга європейської частини Росії бідна на кам'яні матеріали, оскільки корінні породи покриті потужними шарами льодовикових відкладів. Основним джерелом отримання кам'яних матеріалів було збирання на полях валунів та їх розбивання. На початку, як рекомендував Макадам, щебеневі покриття мали товщину 25 см (10 дюймів). Проте виявилося, що ущільнення щебеню (тодішніми методами) відбувається лише на глибину 10 см, а глибше він перебуває в неущільненому стані. Тому з метою економії обмежувалися щебеневим шаром завтовшки 15 см, замість рекомендованих 25 см. Лише у несприятливих умовах, де можливе утворення пучин, товщину щебеню збільшували до 25-30 см, але з метою економії нижні шари щебеню замінювали піском. Така конструкція отримала назву «російський макадам». Кількість формальних застосувань в Росії конструкцій, що строго відповідали методу Макадама, була обмежена. Їх будували у 1840—1860 роках, а опісля перейшли на «російський» варіант.

## Значення макадаму
Пакеляжні технології Трезаге і Телфорда були найпридатніші для нового будівництва. Наявні дороги перебудувати на пакеляжну основу було неможливо без повного їхнього розбирання.
Технологія ж, запропонована Макадамом, могла бути застосована як для ремонту існуючих, так і для будівництва нових доріг, для всіх видів руху. Його дороги були значно комфортніші для проїзду та бережливими до карет і возів. Спадщині Макадама належать також твердження про важливість утримання та своєчасного ремонту доріг, необхідність головного адміністративного дорожнього органу з досвідченими професіоналами, зарплата яких не заохочувала би до корупції. Ці спеціалісти могли би повністю присвячувати час своїм обов'язкам і нести відповідальність за свої дії.
Хоча у більшості випадків макадам за міцністю поступався покриттям Телфорда, перевага його конструкції полягала в технологічній ефективності й дешевизні. Швидкий розвиток прогресу невдовзі показав ще одну істотну перевагу макадаму (про яку сам Макадам не згадував) — всі стадії будівництва дороги можна повністю механізувати. А наприкінці XX століття почали впроваджувати автоматизовані механізми та машини.
Оцінюючи діяльність та заслуги Макадама, не можна сказати, що метод спорудження дорожнього одягу з дробленого каменю винайшов Макадам, «оскільки його раніше використовували у Швеції, Швейцарії та інших країнах, і про це давно знали спостережливі подорожуючі». «Головною заслугою Макадама було радше мистецтво дорожнього адміністрування, ніж дорожня технологія».
Дроблені кам'яні матеріали, підібрані за мінеральним та гранулометричним складом, з розрахованою товщиною шарів, є основою майже всіх сучасних дорожніх покриттів.
Слід зауважити, що в технічній літературі дороги ніколи не називали «макадам» — ця назва стосувалася лише дорожнього покриття. Натомість у побуті та художній літературі можна зустріти назву «макадам» як синонім дороги з гравійним або щебеневим покриттям. Наприклад, назва французького фільму «Macadam» англійською перекладалася як «Back Streets of Paris» (укр. Завулки Парижу).
Покриття за методом макадам відіграло також політичну роль в історії столиці Франції. Одна з причин його впровадження у Парижі — заміна бруківки, яку революціонери викирковували з вулиць для спорудження барикад. «Макадам зруйнував будівельний фундамент бунту».

## Подальші модифікації макадаму

### Зволожений макадам
Один з послідовників Макадама — Річард Еджеворт (англ. Richard Edgeworth) — заповнював порожнини у верхньому шарі покриття сумішшю кам'яного пилу й води, що створювало цементну кірку і робило поверхню дороги більш гладкою. Хоча цей метод і потребував більше ручної праці, результатом було міцне і водонепроникне покриття з довшим терміном служби. Такі дороги отримали назву «макадамизовані». Інша назва — «макадамні дороги, зцементовані водою» (англ. WBM Road — Water Bound Macadam Road).

### Тармакадам

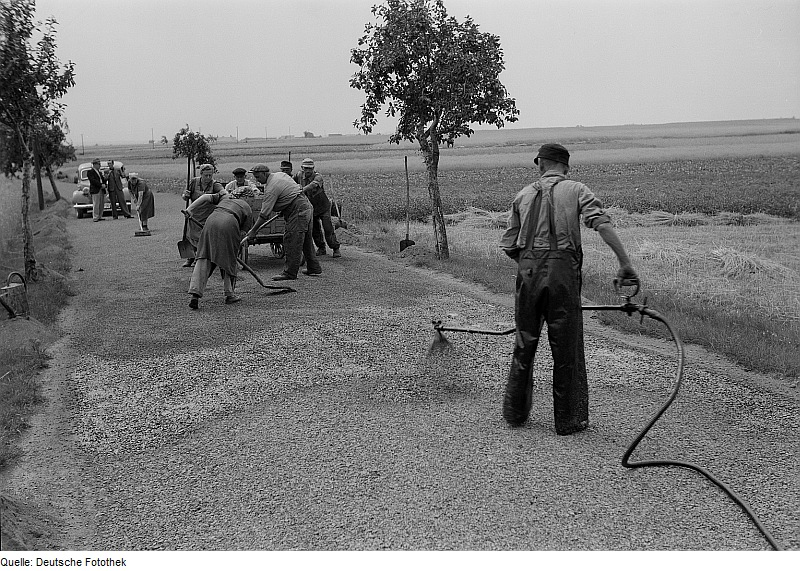
Оброблення макадаму рідким бітумом. (Німеччина, близько 1945)

Макадам, просочений рідким дьогтем, пеком чи бітумом, або на який вкладено тонкий шар обробленого бітумом піску чи дрібного щебеню, отримав назву тармакадам. Такий різновид макадаму набув поширення з початком автомобільного буму. Протектори коліс автомобілів під час проїзду по щебеневому макадаму підіймали хмари пилу. Поливання водою було незручним і давало лише тимчасовий ефект.
1902 року швейцарський лікар Ернст Гуглілмінетті (англ. Ernest Guglielminetti) на прохання принца Монако Альбера І — знайти спосіб боротьби з пилом — запропонував обробляти макадам дьогтем. Що й було зроблено у Монте-Карло на 40 метрах вулиці. Ернст Гуглілмінетті відтоді отримав друге ім'я — «Доктор Гудрон».
Пізніше Едгар Гулі (англ. Edgar Purnell Hooley) запатентував спосіб оброблення поверхні дороги сумішшю доменного шлаку й дьогтю. Цей матеріал отримав назву "Тармакадам, або «тармак».

### Макадам в Україні
В українських технічних нормативних документах термін «покриття за методом макадам» не вживається. Натомість є термін «Біле шосе (щебеневе, шлакове, гравійне) — покриття перехідного типу з подрібнених кам'яних матеріалів, які укладаються шарами (спочатку великі фракції, потім — більш дрібні), з розклинкою дрібним щебенем і ущільненням шарів».
Такі покриття використовуються лише для доріг V-ї технічної категорії з перехідним типом дорожнього одягу. За використанням щебеню це подібне на конструкцію Макадама. Проте є одна суттєва відмінність — останній шар із дрібнозернистих (10—20 мм) фракцій щебеню міцних порід ущільнюється котками, які створюють ефект «розклинки» («заклинки»). Таке покриття набагато міцніше, рівніше та краще відводить воду, ніж в оригінальній технології Макадама. Звісно, що на початку XIX століття подібне ущільнення було технічно неможливим.

## Галерея сучасних макадамів

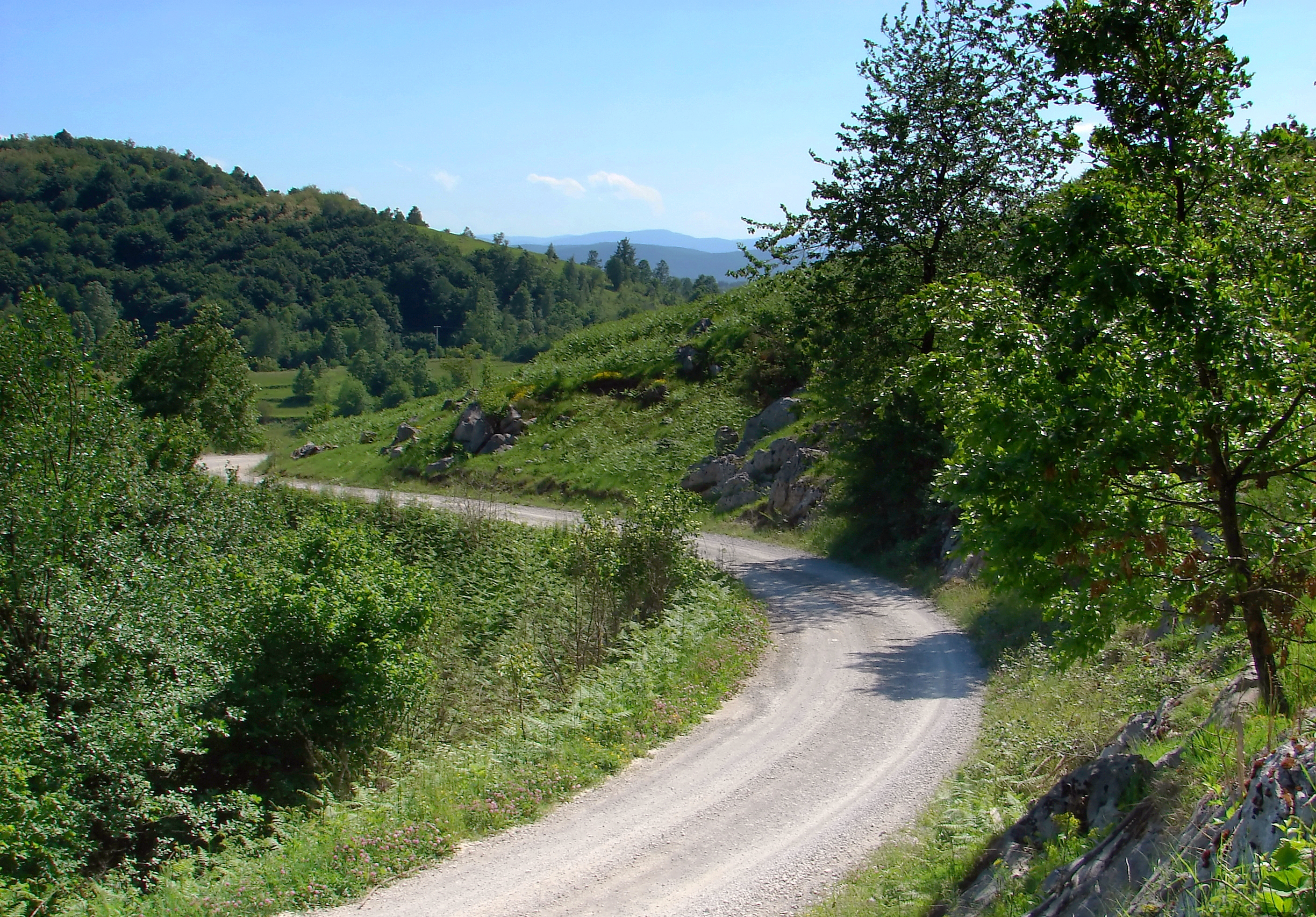
Макадам у Хорватії.
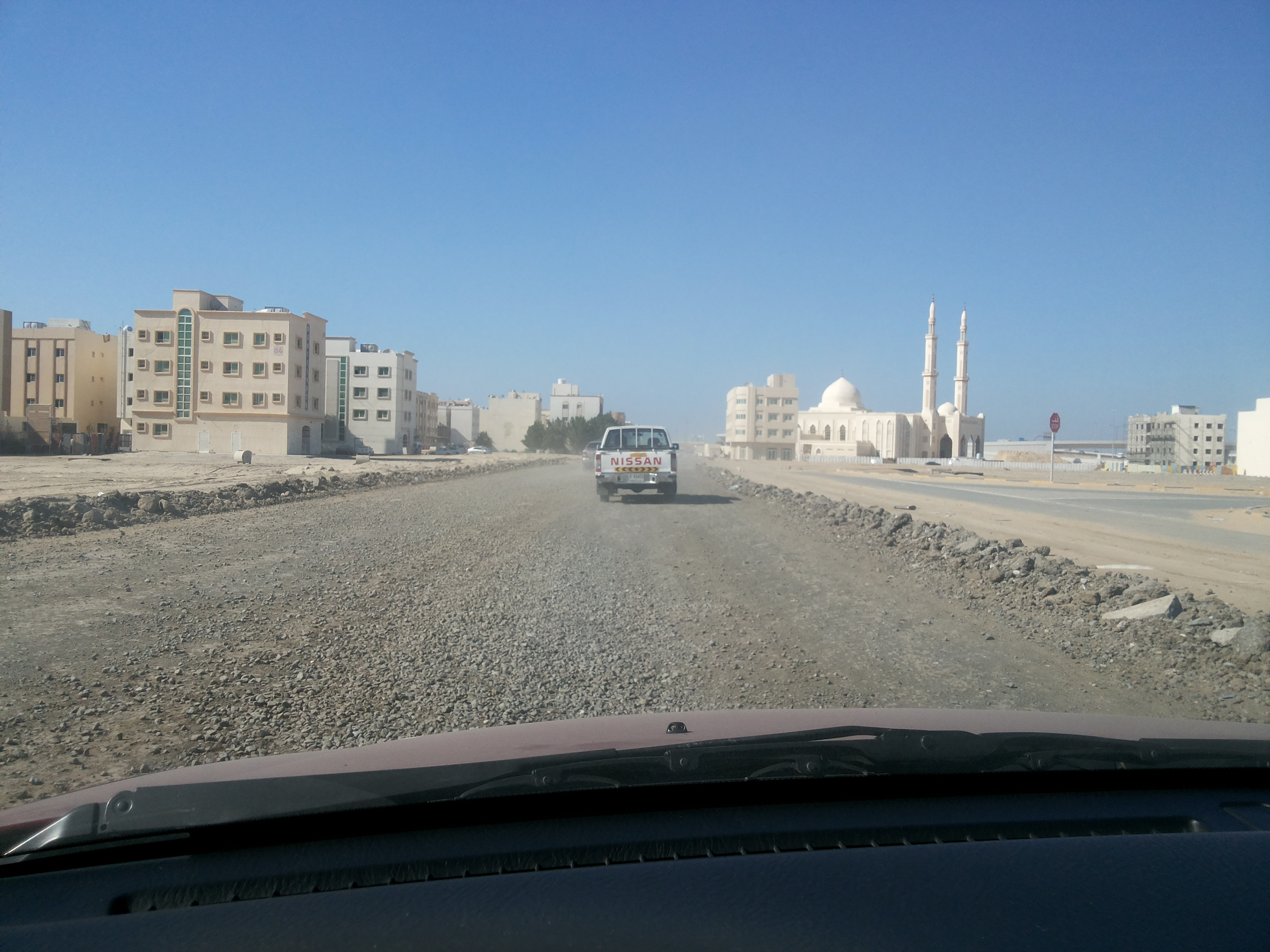
Макадам в ОАЕ.
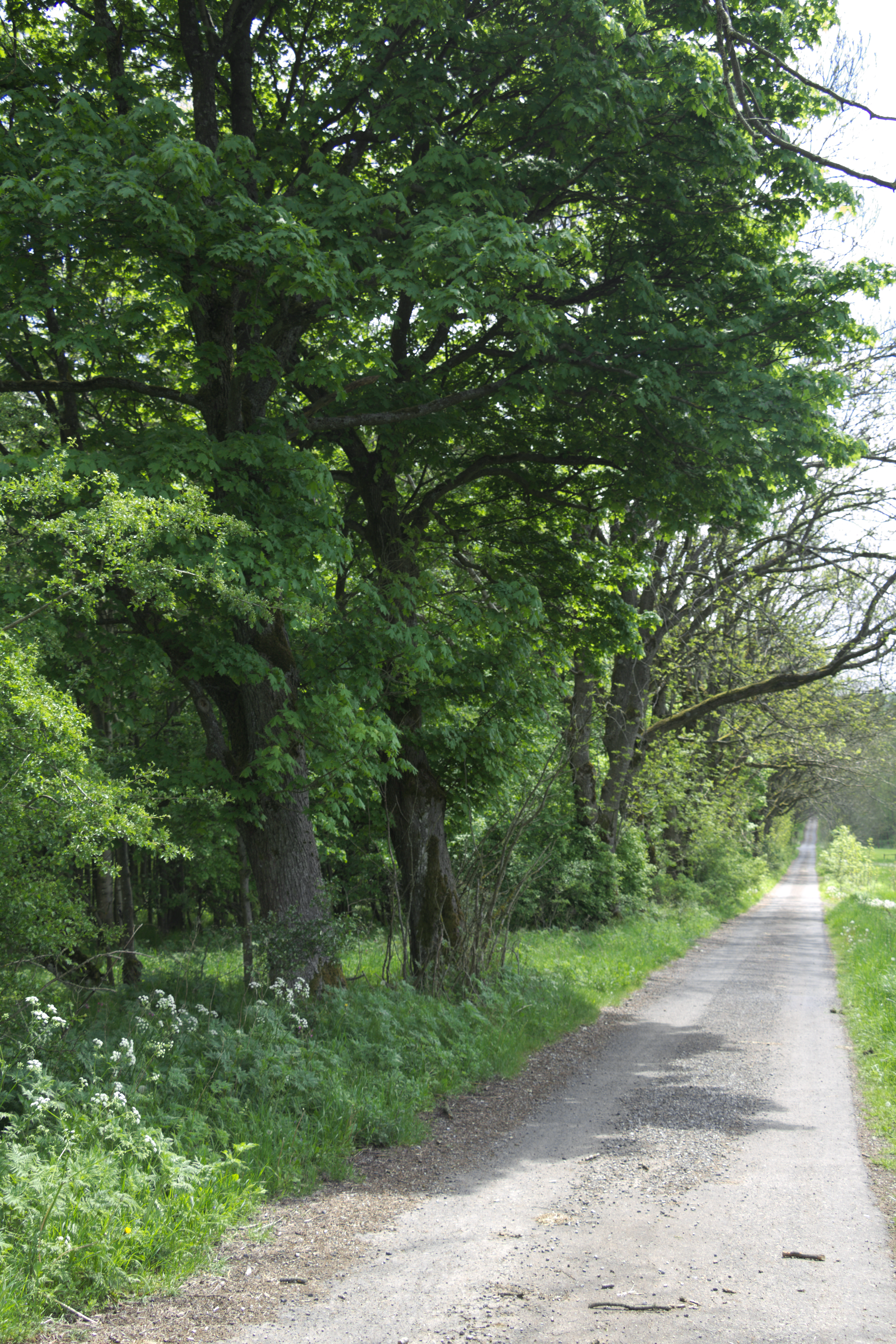
Макадам в Німеччині (поблизу Франкфурт-на-Майні).
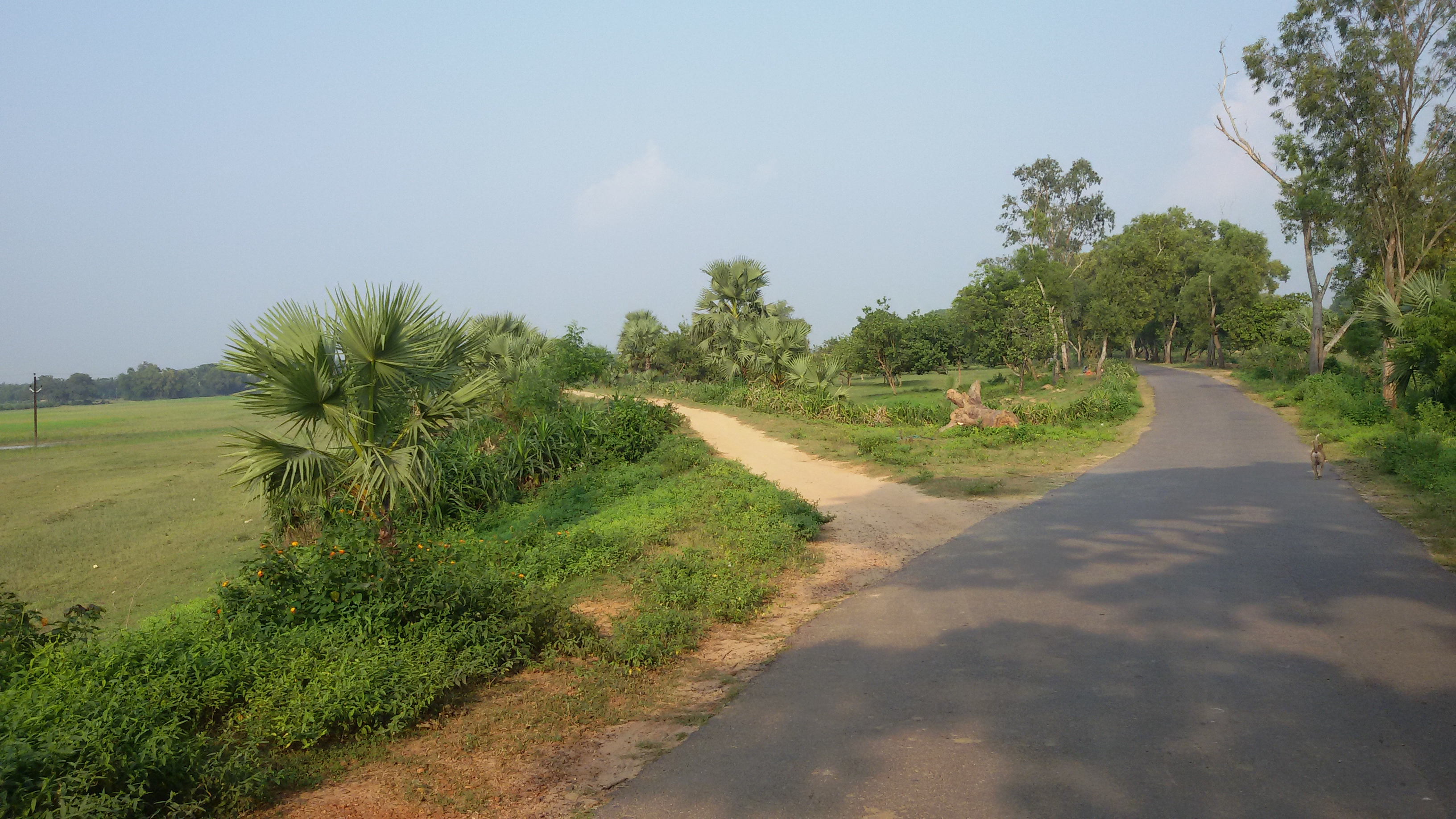
Зволожений макадам (стежина зліва) в Індії (Одіша, Індія).
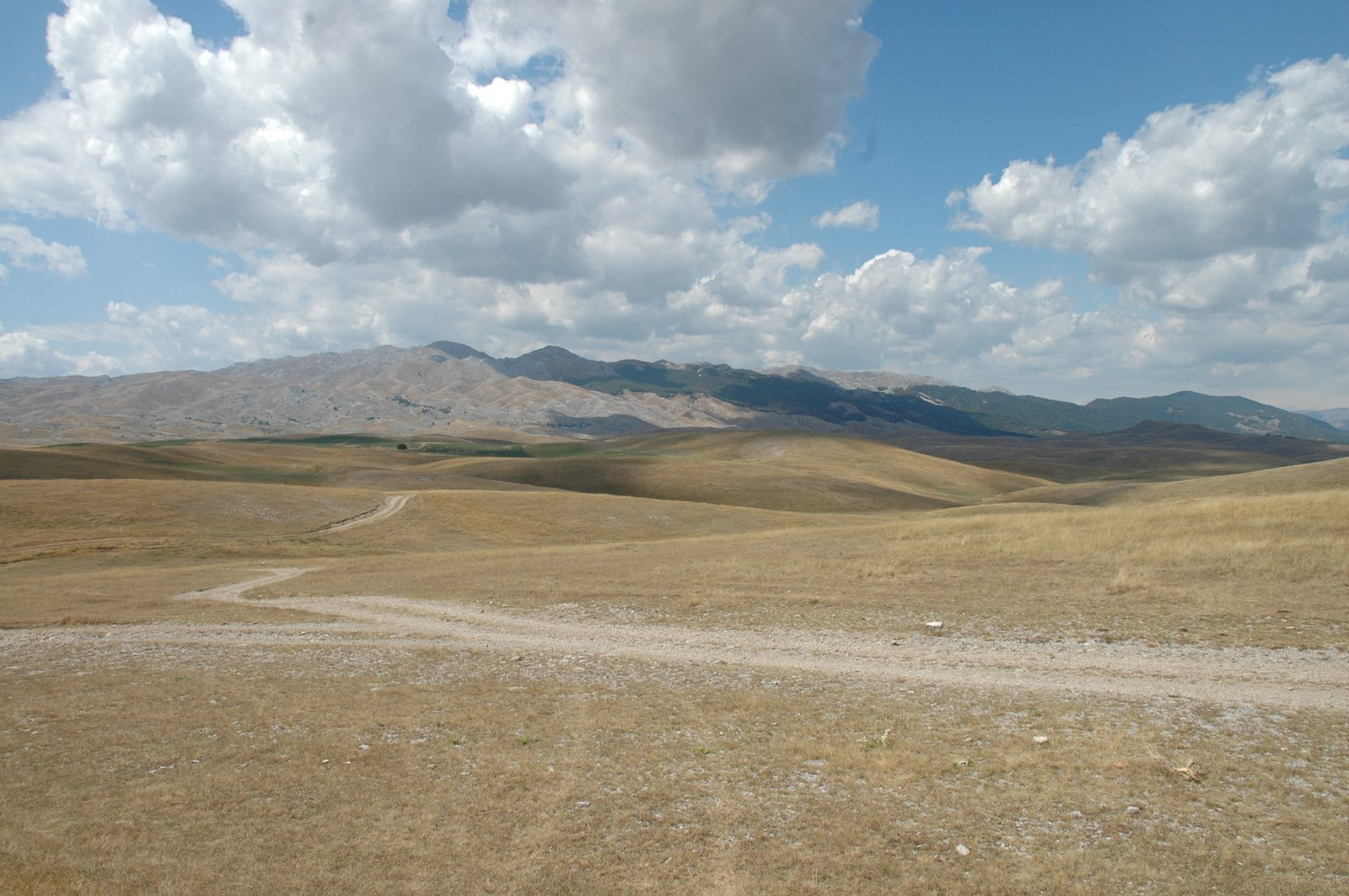
Макадам на плато Моріне (Боснія і Герцеговина).